# Kanako Abe (Dirigentin)

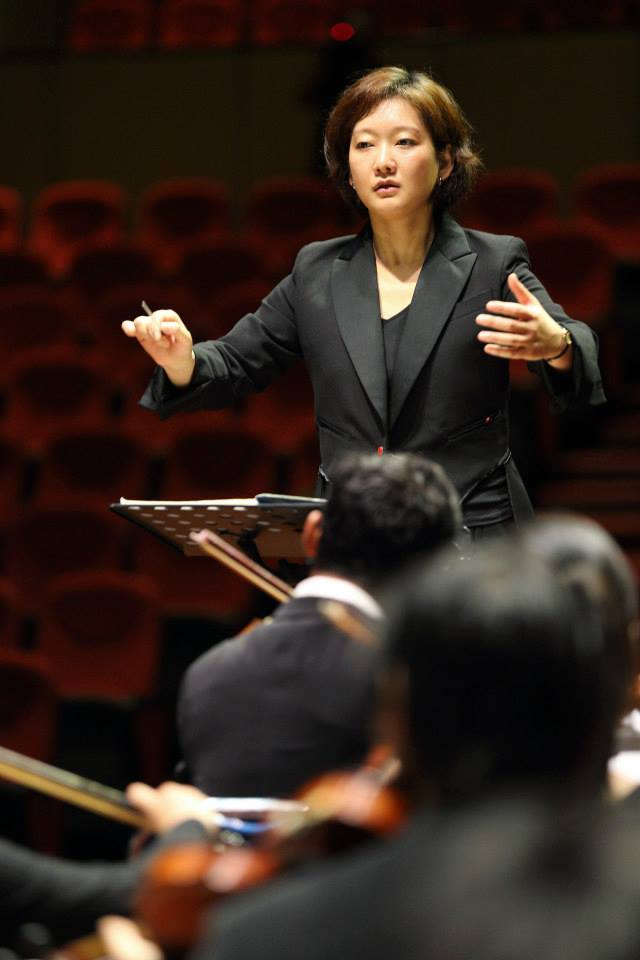
Abe Kanako bei der Arbeit, 2014

Kanako Abe (japanisch 阿部 加奈子 Abe Kanako; geboren 23. März 1973 in Ōsaka, Präfektur Ōsaka) ist eine japanische Dirigentin und Pianistin.

## Leben und Wirken
Kanako wurde 1973 in Ōsaka geboren und erhielt von jüngster Kindheit an von ihrer Mutter Klavierunterricht. Sie besuchte den Musikunterricht an der Sōai-Universität in Ōsaka, besuchte eine Oberschule, die zur Musikfakultät der Universität der Künste Tokio gehört, und studierte schließlich an dieser Universität Komposition. Es folgte ein Studium am Pariser Konservatorium, das sie in den sieben Fächern Harmonik und Harmonielehre, Kontrapunkt, Fuge, Instrumentation, Kompositionsanalyse, Instrumentalbegleitung und Dirigieren abschloss. Kanako studierte bei namhaften Musikern, darunter Komposition bei Masayuki Nagatomi (* 1934), Klavier bei Jean Körner, Instrumentation bei Marc-André Dalbavie, Dirigieren bei János Fürst und Péter Eötvös.
2005 gründete sie in Paris das Musikensemble „Multilatérale“ und arbeitete als musikalische Direktorin des Ensembles. 2006 wurde sie zur 50. Biennale di Venezia, wo sie die Aufführung einer Oper von Michaël Levinas dirigierte. Bis 2014 hatte Kanako bereits über 90 neue Werke uraufgeführt. Von 2008 bis 2009 arbeitete sie als Vizedirigentin an der Opéra National de Montpellier mit Lawrence Foster, Jerzy Semkow und Alain Altinoglu.
Im Oktober 2010 dirigierte sie am Opernhaus Zürich die Welturaufführung von Dalbavies Oper „Gesualdo“. 2014 war sie als Vizekapellmeisterin für Fabio Luisi bei der Aufführung von Alfredo Casellas sinfonischen Fragmenten „Frau Schlange“ (蛇女, Hebi onna) tätig. Als Pianistin und Dirigentin hat sie bisher fünf CDs mit Aufnahmen von Werken Takemitsu Tōrus veröffentlicht. Hinzu kamen regelmäßige Aufnahmen bei Radio France. So erhielt sie 2012 für eine Radio-Oper den Prix Italia.
Kanako arbeitet mit zahlreichen namhaften Ensembles und Orchestern, wie dem Pasdeloup Orchester, dem Lorraine National Orchestra, dem Orchestra Nipponika, dem Tokyo City Philharmonic Orchestra, dem Ensemble l’Itinéraire oder dem Smash Ensemble.
Nach dem Tōhoku-Erdbeben 2011 war sie für das Wohltätigkeitskonzert bei der UNESCO-Versammlung in Paris Leiterin des Exekutivkomitees und dirigierte das „Japon Aide Orchestre“, das aus vielen ehrenamtlich arbeitenden Musikern bestand. Seit 2013 ist Kanako Vorsitzende der „Association franco-japonaise de la Musique Contemporaine“ (日仏現代音楽協会). Seit 2014 ist Kanako musikalische Direktorin des Indonesian Youth Symphony Orchestra und künstlerische Leiterin der Musica Universalis. Kanako wird im April 2021 die Uraufführung der neuen Oper „Woman at Point Zero“ der Komponistin Bushra El-Turk dirigieren, die auf dem gleichnamigen Werk der ägyptischen Schriftstellerin und Feministin Nawal El Saadawi basiert.